# Mark Polizzotti
Mark Polizzotti (geboren 22. Juli 1957 in Oceanside, Nassau County, New York) ist ein US-amerikanischer Schriftsteller, literarischer Übersetzer und Verlagslektor.

## Leben
Mark Polizzotti studierte französische Literaturgeschichte. Er hielt sich 1974 für ein Jahr in Paris auf und freundete sich mit dem Schriftsteller Maurice Roche an, für den er dann seine erste Übersetzung versuchte.
Polizzotti arbeitete als Lektor und Herausgeber bei Buchverlagen, so bei Random House (1983–1985), beim Verlag Grove Weidenfeld (1985–1990) und bei David R. Godine, Publisher (1993–1999). Danach ging er als Publizist an das Museum of Fine Arts, Boston. Beim Museum of Modern Art (Moma) gab er Ausstellungskataloge über Edgar Degas (1997), den Sammler Paul Gachet (1999), Ambroise Vollard (2006) und Pierre Bonnard (2009) heraus. 2010 wechselte er als Direktor für die Museumspublikationen zum Moma. Er schreibt unter anderem für The New Republic, The Wall Street Journal, ARTnews, The Nation, Parnassus, Partisan Review und Bookforum.
2024 wurde Polizzotti zum Mitglied der American Academy of Arts and Sciences gewählt.

## Übersetzer
Polizzotti übersetzte mehr als 40 literarische Werke aus dem Französischen ins Englische, darunter Autoren wie Jean Baudrillard, André Breton, René Daumal, Marguerite Duras, Jean Echenoz, Gustave Flaubert (Bouvard und Pécuchet), Patrick Modiano, Francis Picabia, Maurice Roche und Franck Thilliez. Er ist Autor mehrerer Monografien und verfasste 2018 ein Buch über das Übersetzen, dessen Titel Sympathy for the Traitor an die italienische Redewendung traduttore traditore anknüpft.

„A common misperception is that one needs to transpose the source text as literally as possible in order to remain “faithful” to the author’s intention; but the reality is, one constantly needs to interrogate the text, try to get behind it, and adapt when necessary, in order to bring forth the life of what the author said. In other words, it’s all about editing.
The translator has to assimilate the text, and as much of what surrounds it as possible, in order to produce a version that credibly represents what the original author had written.“

Louis Wolfsons autobiografische Schrift Le Schizo et les langues aus dem Jahr 1970 sieht er als besondere Herausforderung für einen Übersetzer an, allerdings hat Wolfson bestimmt, dass sein Werk niemals ins Englische übersetzt werden dürfe.
Polizzottis Übersetzung des Kinderbuchs Star of Fear, Star of Hope von Jo Hoestland  erhielt 1996 den Mildred L. Batchelder Award.

## Schriften
- Lautréamont nomad. London : Alyscamps, 1994
- Revolution of the Mind: The Life of André Breton. Farrar Straus & Giroux, 1995; Überarbeitete Fassung 2009
  - Revolution des Geistes. Das Leben André Bretons. Übersetzung  Jörg Trobitius. München : Hanser, 1996 ISBN 3-446-16548-7
- The new life : poems. London : Alyscamps Press, 1998
- Los Olvidados. London: British Film Institute, 2006 ISBN 978-1-84457-121-5
- Highway 61 Revisited. New York : Continuum, 2006 ISBN 0-8264-1775-2
  - Highway 61 revisited : Bob Dylan’s Road Album. Übersetzung Christine Heikamp. Berlin : Ed. Tiamat, 2015 ISBN 978-3-89320-198-3
- Disordering my library. Essay. 2010
- Recent acquisitions a selection: 2014–2016. New York : The Metropolitan Museum of Art, 2016
- Sympathy for the Traitor: A Translation Manifesto. New York : MIT Press, 2018